# Werne
Werne è una città di 29 355 abitanti della Renania Settentrionale-Vestfalia, in Germania.
Appartiene al distretto governativo di Arnsberg e al circondario di Unna.
Werne si fregia del titolo di "Media città di circondario" (Mittlere kreisangehörige Stadt).

## Amministrazione

### Gemellaggi
- Poggibonsi